# Dirk Hillbrecht
Dirk Hillbrecht, né le 10 juin 1972 à Hanovre, est un homme politique allemand du Parti pirate allemand,.
Hillbrecht, qui a étudié les mathématiques à l'université Gottfried Wilhelm Leibniz de Hanovre, a été le chef de son parti de mai 2008 au juillet 2009.